# La Course by Le Tour de France
La Course by Le Tour de France, of kortweg La Course, was een wielerkoers voor vrouwen die van 2014 tot en met 2021 op de kalender stond en georganiseerd werd door de Amaury Sport Organisation. De wedstrijd vond plaats tijdens een etappe van de Ronde van Frankrijk voor mannen, op grotendeels hetzelfde parcours. De eerste drie jaren werd deze gereden op de laatste zondag van de Tour op en rond de Avenue des Champs-Élysées te Parijs, Frankrijk, voorafgaand aan de mannenetappe. De jaren erna vond de wedstrijd plaats tijdens een berg- of heuveletappe, achtereenvolgens in de Alpen, rond Pau, Nice en in Bretagne. La Course maakte vanaf 2016 deel uit van de UCI Women's World Tour. In 2017 was het eenmalig een tweedaagse wedstrijd.

## Geschiedenis

### Ontstaan
In 2009 werd de laatste editie van de La Grande Boucle Féminine, de Ronde van Frankrijk voor vrouwen, verreden en in 2010 de laatste editie van de Tour de l'Aude; sindsdien was er geen grote ronde meer in Frankrijk voor vrouwen. Na een petitie van Marianne Vos, Emma Pooley, Kathryn Bertine en Chrissie Wellington werd La Course geïntroduceerd als aanzet voor een eventuele toekomstige terugkeer van de Ronde voor Frankrijk voor vrouwen.

### 2014-2016: Parijs

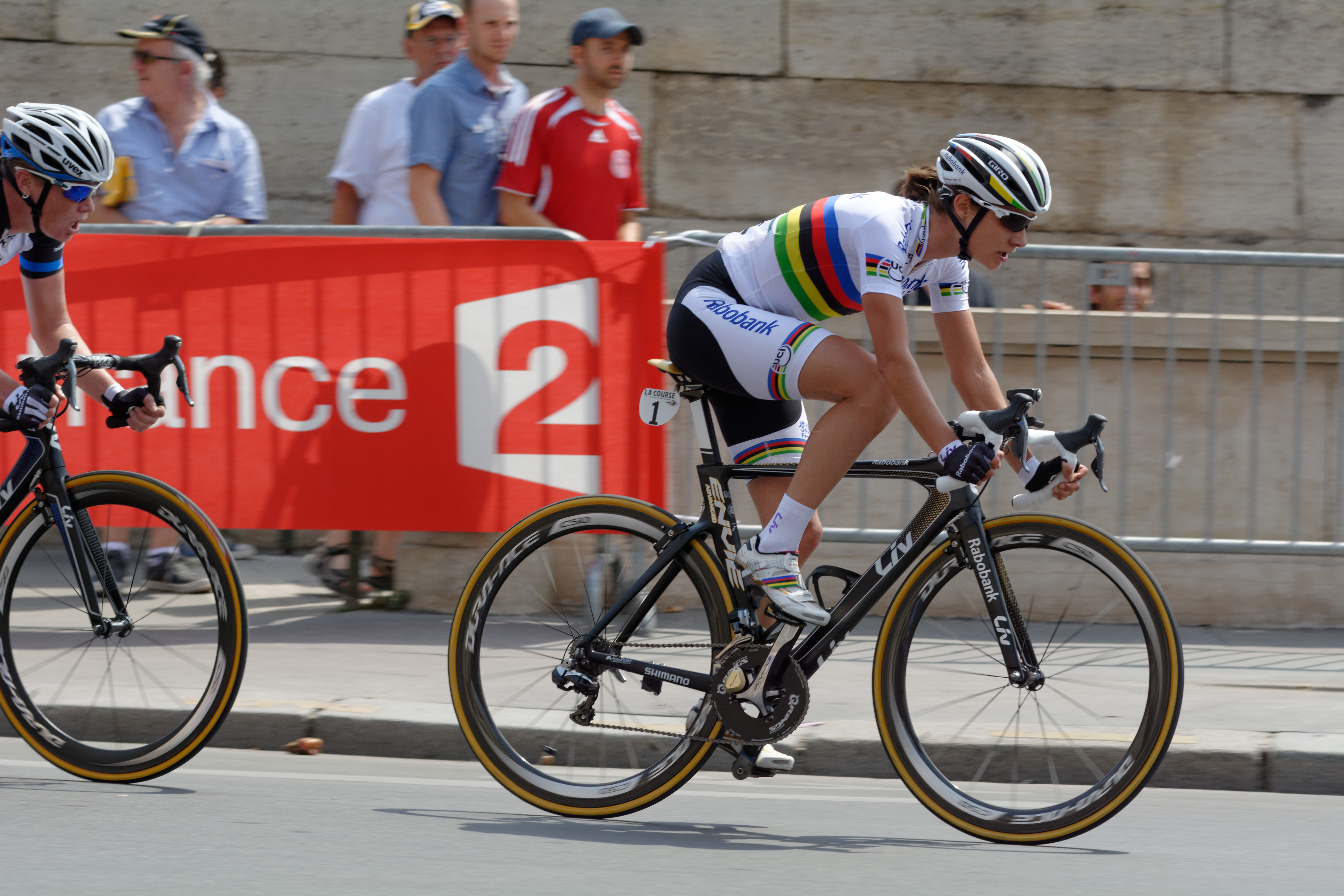
Marianne Vos won in 2014 de eerste La Course, op de Champs Élysées in Parijs.

De eerste editie vond plaats op 27 juli 2014 net voor de eenentwintigste etappe van de Ronde van Frankrijk 2014, op de Avenue des Champs-Élysées in Parijs. De race bestond uit 13 rondes die samen 89 kilometer lang waren. Initiatiefneemster Vos won de eerste editie in de massasprint. De Nederlandse Anna van der Breggen won de tweede editie van La Course. In 2016 won de Australische Chloe Hosking na een massasprint. Vos werd toen derde.

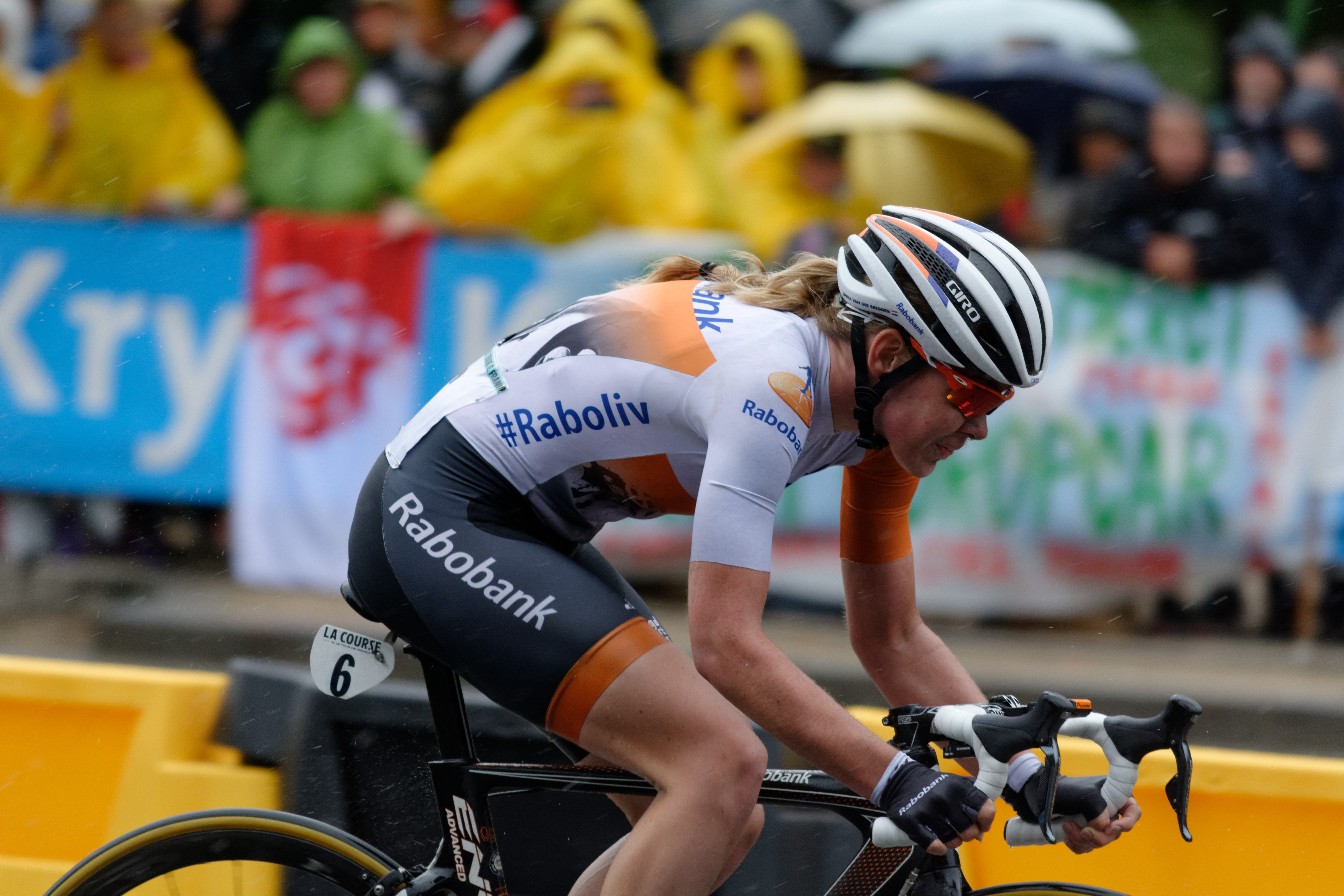
Anna van der Breggen won in 2015.

### 2017-2018: Alpen

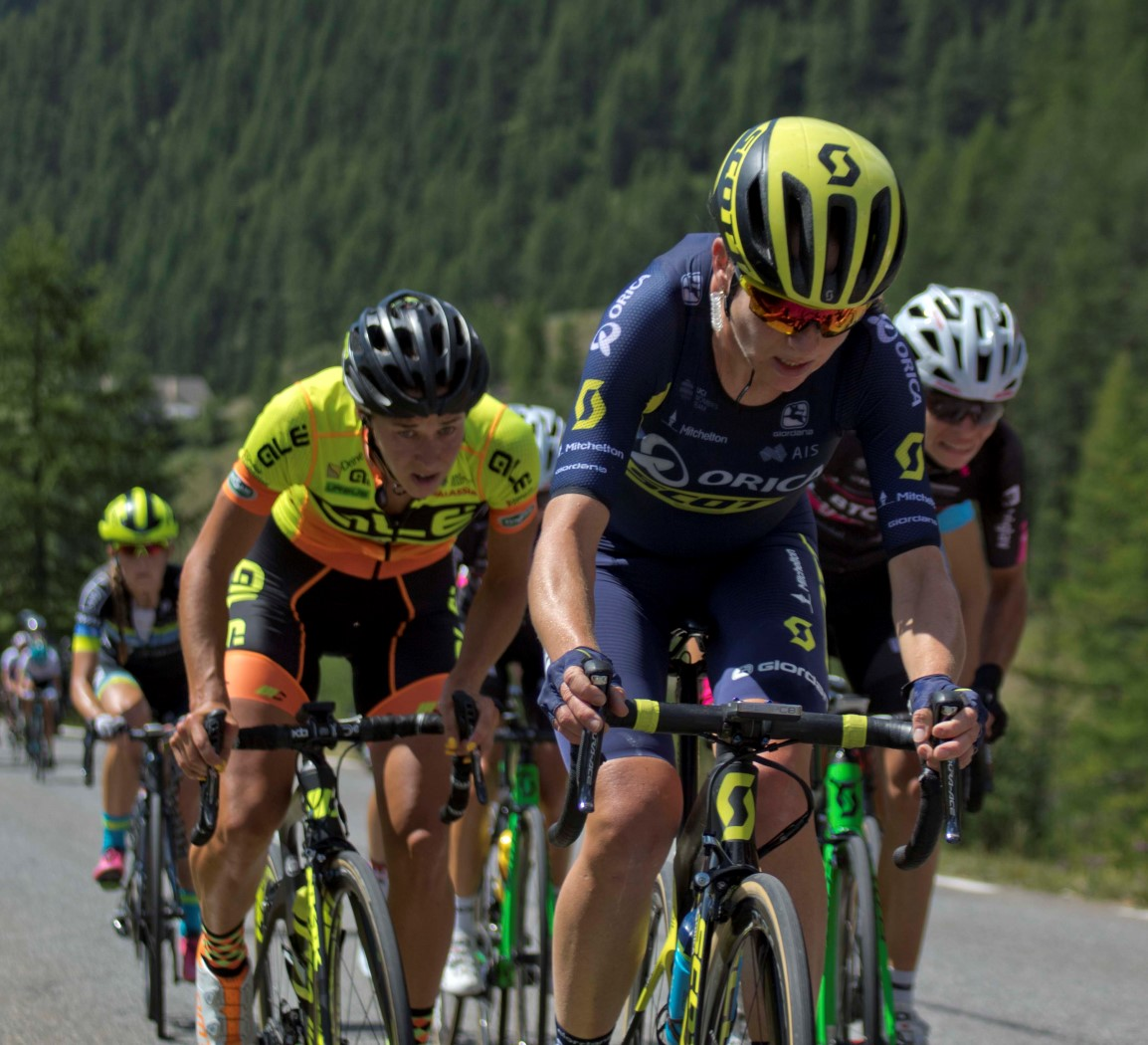
Annemiek van Vleuten won in 2017.

Op 18 oktober 2016 maakte de ASO, tegelijk met de presentatie van de Ronde van Frankrijk 2017, ook de vernieuwing van La Course bekend. Deze werd niet meer, zoals de eerste drie jaren, op de Champs Élysées gereden, maar in de Alpen, met aankomst op de Col d'Izoard over een afstand van 67,5 km, voorafgaand aan de 18e etappe van de mannen. De top 20 - mits binnen de tijdslimiet - reed twee dagen later in Marseille een achtervolgingstijdrit, over hetzelfde parcours van 22,5 km waar later die dag de tijdrit van de mannen gehouden werd. De rensters startten met het tijdsverschil van de eerste dag. Er startten er maar 19 want nummer 20 kwam in de eerste etappe binnen na de tijdslimiet van 5 minuten. Annemiek van Vleuten won de eerste rit door op de Col d'Izoard solo aan te komen met driekwart minuut voorsprong. In de achtervolgingsrit wist ze haar voorsprong zelfs uit te bouwen tot bijna twee minuten voor Elizabeth Deignan en Elisa Longo Borghini.
De ASO maakte op 17 oktober 2017 bekend dat ook de vijfde editie verreden zal worden tijdens een bergetappe in de Alpen: op dinsdag 17 juli met de beklimming van de Col de la Colombière en aankomst na 118 km in Le Grand-Bornand, voorafgaand aan de tiende etappe van de mannen. De achtervolgingskoers op de tweede dag kwam echter te vervallen. Deze editie werd wederom gewonnen door Annemiek van Vleuten, na een zinderende finale waarin ze Anna van der Breggen in de laatste 25 meter voor de finish inhaalde.

### 2019: Pau

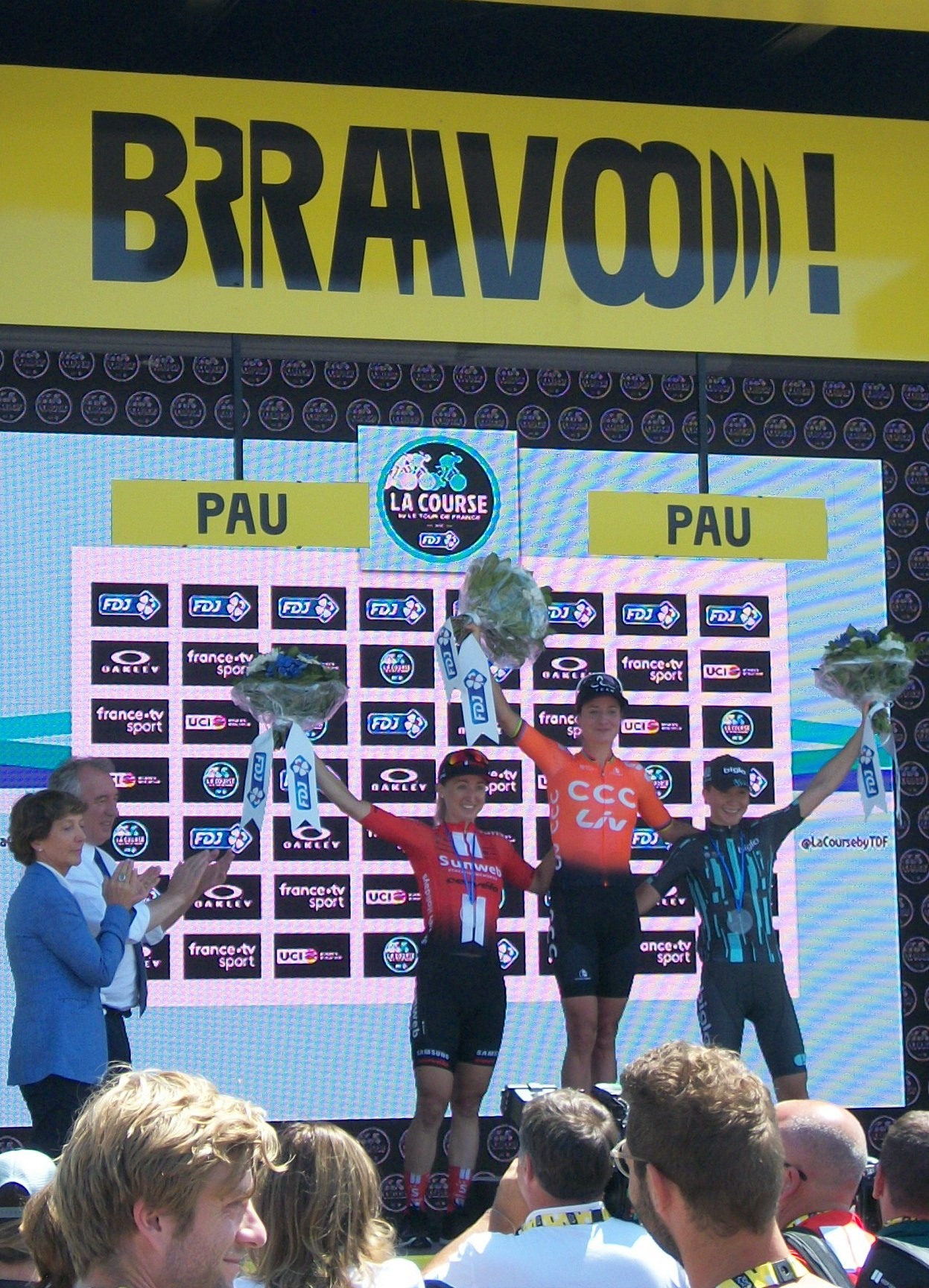
Marianne Vos op het podium in 2019.

De zesde editie werd verreden in en rond Pau, op hetzelfde parcours als de 13e etappe voor de mannen. De vrouwen legden vijf keer het tijdritparcours van de mannen af inclusief de beklimming van de Côte d'Esquillot. Marianne Vos won deze editie door in de laatste kilometer vanuit een groep met kanshebbers te demarreren en koploper Amanda Spratt in te rekenen. Spratt werd vervolgens ook door de groep achterhaald waarna Leah Kirchmann naar de tweede plaats sprintte. Cecilie Uttrup Ludwig werd derde.

### 2020: Nice
De zevende editie was initieel net als de eerste drie edities voorzien om verreden te worden op de Avenue des Champs-Élysées in Parijs op de laatste dag van de Ronde van Frankrijk 2020, slechts een week voor de olympische wegrit in Tokio. Vanwege de uitbraak van de Coronapandemie werd de Tour verschoven naar eind augustus en september en werd La Course verplaatst van de laatste naar de eerste etappe, op 29 augustus 2020 in Nice. De Britse Lizzie Deignan versloeg Vos in een sprint vanuit een kopgroep van zes rensters.

### 2021: Bretagne
De achtste en tevens laatste editie stond, net als het jaar ervoor, gepland tijdens de Grand Départ. De wedstrijd zou aanvankelijk worden gehouden op zondag 27 juni op het parcours van de tweede etappe van de Tour voor mannen. De vrouwen zouden zes keer de Mûr-de-Bretagne beklimmen, maar vanwege het uitstellen van de verkiezingen naar deze zondag, werd besloten om de wedstrijd een dag eerder te rijden, op zaterdag 26 juni, met aankomst op de Côte de la Fosse aux Loups. De Nederlandse Demi Vollering won deze laatste editie. In dat jaar maakte de ASO bekend om La Course in 2022 te vervangen door een Ronde van Frankrijk voor vrouwen: de Tour de France Femmes.

## Erelijst
| Jaar | Goud                 | Zilver                | Brons                  |
| 2014 | Marianne Vos         | Kirsten Wild          | Leah Kirchmann         |
| 2015 | Anna van der Breggen | Jolien D'Hoore        | Amy Pieters            |
| 2016 | Chloe Hosking        | Lotta Lepistö         | Marianne Vos           |
| 2017 | Annemiek van Vleuten | Elizabeth Deignan     | Elisa Longo Borghini   |
| 2018 | Annemiek van Vleuten | Anna van der Breggen  | Ashleigh Moolman-Pasio |
| 2019 | Marianne Vos         | Leah Kirchmann        | Cecilie Uttrup Ludwig  |
| 2020 | Elizabeth Deignan    | Marianne Vos          | Demi Vollering         |
| 2021 | Demi Vollering       | Cecilie Uttrup Ludwig | Marianne Vos           |

#### Meervoudige winnaars
| Overwinningen | Renner               | Land      | Jaren      |
| ------------- | -------------------- | --------- | ---------- |
| 2             | Annemiek van Vleuten | Nederland | 2017, 2018 |
| 2             | Marianne Vos         | Nederland | 2014, 2019 |

### Overwinningen per land
| Overwinningen | Land                           |
| ------------- | ------------------------------ |
| 6             | Nederland                      |
| 1             | Australië, Verenigd Koninkrijk |

2014 · 2015 · 2016 · 2017 · 2018 · 2019 · 2020 · 2021
World Cup:
1998 · 
1999 · 
2000 · 
2001 · 
2002 · 
2003 · 
2004 · 
2005 · 
2006 · 
2007 · 
2008 · 
2009 · 
2010 · 
2011 · 
2012 · 
2013 · 
2014 · 
2015
World Tour:
2016 · 
2017 · 
2018 · 
2019 · 
2020 · 
2021 ·
2022 ·
2023 ·
2024 ·
2025
Huidige koersen:
Tour Down Under · Cadel Evans Great Ocean Road Race · Ronde van de Verenigde Arabische Emiraten · Omloop Het Nieuwsblad · Strade Bianche · Ronde van Drenthe · Trofeo Alfredo Binda · Classic Brugge-De Panne · Gent-Wevelgem · Ronde van Vlaanderen · Parijs-Roubaix · Amstel Gold Race · Waalse Pijl · Luik-Bastenaken-Luik · Ronde van Chongming · Ronde van het Baskenland · Ronde van Burgos · RideLondon Classique · The Women's Tour · Ronde van Zwitserland · Copenhagen Sprint · Giro Donne · Tour de France Femmes · Ronde van Scandinavië · Classic Lorient Agglomération · Simac Ladies Tour · La Vuelta Femenina · Ronde van Romandië · Ronde van Guangxi
Voormalige koersen:
Philadelphia Cycling Classic · Ronde van Californië · Emakumeen Bira · La Course by Le Tour de France · Open de Suède Vårgårda